# Julien Nkoghe Bekalé

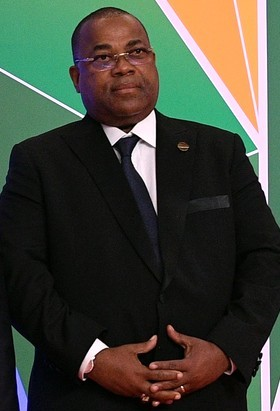
Julien Nkoghe Bekalé, 2019

Julien Nkoghe Bekalé (* 23. August 1958 in Libreville) ist ein gabunischer Politiker, der von 2019 bis 2020 Premierminister von Gabun war.

## Karriere
Bekale ist Mitglied der Parti Démocratique Gabonais. Er bekleidete Ministerposten sowohl bei Ali Bongo als auch bei Omar Bongo, unter anderem als Minister für Öl, Gas und Kohlenwasserstoffe im Jahr 2009 sowie für Transport und Ausrüstung im Jahr 2011.

### Premierminister
Nach einem versuchten Putsch wurde er am 12. Januar 2019 von Präsident Ali Bongo Ondimba zum Premierminister ernannt. Bekale hat nach seinem Amtsantritt als Premierminister Emmanuel Norbert Tony Ondo Mba zum neuen Energieminister ernannt, jedoch keine weiteren Änderungen an der Regierung vorgenommen. Er machte diese Ankündigung, als er seine vollständige Regierung am 12. Januar 2019 in Rabat (Marokko) ernannte.
Er wurde am 16. Juli 2020 durch Rose Christiane Raponda ersetzt.